# R U Still Down? (Remember Me)
R U Still Down? (Remember Me) è un album postumo del rapper statunitense Tupac Shakur, pubblicato nel 1997, il secondo, in ordine cronologico, ad essere pubblicato dopo la morte di Tupac.
L'album è il primo ad essere pubblicato sotto l'etichetta Amaru Entertainment.
In seguito all'omicidio di Tupac Shakur agli inizi del 1997, alla madre Afeni Shakur furono concessi i diritti per alcune canzoni ufficiali e inedite del figlio; successivamente nel 2007 vinse una causa contro la Death Row Records, precedente titolare dei diritti su tutte le canzoni di Tupac, ottenendone i diritti e ottenendo la possibilità di pubblicarne altro di materiale postumo allora inedito, che poi non fu mai pubblicato a partire dal 2006 in poi.
Secondo Daz Dillinger, produttore di Tupac alla Death Row Records, Tupac Shakur realizzò oltre 700 canzoni alla Death Row che non furono mai pubblicate mentre egli era ancora in vita.
Data l'immensa quantità di materiale postumo mai pubblicato Afeni decise di pubblicarne man mano durante gli anni per mezzo di Album postumi e R U Still Down? (Remember Me) è il primo di questi Album.
Le canzoni contenute nell'album la maggior parte provengono dall'album inedito "R U Still Down?" che doveva essere fatto con Natasha Walker e altre furono registrate originalmente tra le sessioni di Strictly 4 My N.I.G.G.A.Z. e l'epoca di Thug Life ed esse furono remixate in gran parte dagli ex-produttori di Tupac.
A 20 giorni dall'uscita, la RIAA lo certifica quattro volte disco di platino.
| Recensione                    | Giudizio |
| ----------------------------- | -------- |
| AllMusic                      | [ 1 ]    |
| Entertainment Weekly          | B        |
| Rolling Stone                 | [ 6 ]    |
| The Rolling Stone Album Guide | [ 7 ]    |

## Tracce
Disco 1
1. Redemption – 1:48 – We Got Kidz & Ricky Rouse
2. Open Fire (featuring Akshun) – 2:52 – Akshun
3. R U Still Down? (Remember Me) – 4:07 – Tony Pizarro
4. Hellrazor (featuring Stretch & Val Young) – 4:15 – QDIII
5. Thug Style – 4:16 – We Got Kidz
6. Where Do We Go from Here (Interlude) – 4:31 – Tony Pizarro & 2Pac
7. I Wonder If Heaven Got a Ghetto – 4:21 – Soulshock & Karlin
8. Nothing to Lose (featuring Y?N-Vee) – 3:39 – 2Pac & Live Squad
9. I'm Gettin' Money – 3:32 – Mike Mosley
10. Lie to Kick It (featuring Richie Rich) – 3:39 – Warren G
11. Fuck All Y'all – 4:32 – We Got Kidz
12. Let Them Thangs Go – 3:33 – We Got Kidz
13. Definition of a Thug Nigga – 4:09 – Warren G

Disco 2
1. Ready 4 Whatever (featuring Big Syke) – 4:05 – Johnny "J"
2. When I Get Free – 4:46 – We Got Kidz
3. Hold On, Be Strong (featuring Stretch) – 4:11 – Choo
4. I'm Losin' It (featuring Big Syke & Spice 1) – 3:55 – Tony Pizarro
5. Fake Ass Bitches – 3:10 – Johnny "J"
6. Do for Love (featuring Eric Williams of Blackstreet) – 4:42 – Soulshock & Karlin
7. Enemies with Me (featuring Dramacydal) – 4:15 – We Got Kidz
8. Nothin' but Love (featuring Dave Hollister) – 4:28 – 2Pac & DJ Daryl
9. 16 on Death Row – 5:42 – 2Pac
10. I Wonder If Heaven Got a Ghetto (Hip Hop Version) (featuring Maxee) – 4:40 – Soulshock & Karlin
11. When I Get Free II (featuring Yaki Kadafi) – 3:22 – Chris Rosser
12. Black Starry Night (Interlude) – 0:48 – DJ Daryl
13. Only Fear of Death – 5:09 – Live Squad

## Classifiche

### Classifiche settimanali
| Classifica (1997-1998)    | Posizione massima |
| ------------------------- | ----------------- |
| Australia                 | 50                |
| Austria                   | 23                |
| Francia                   | 52                |
| Germania                  | 25                |
| Nuova Zelanda             | 20                |
| Paesi Bassi               | 29                |
| Regno Unito               | 44                |
| Stati Uniti               | 2                 |
| US Top R&B/Hip-Hop Albums | 1                 |
| Svezia                    | 41                |

### Classifiche di fine anno
| Classifiche (1998)        | Posizione massima |
| ------------------------- | ----------------- |
| Billboard 200             | 38                |
| US Top R&B/Hip-Hop Albums | 10                |